# Viva Seifert
Viva L. Seifert (Londres, 15 de abril de 1972) é uma musicista e ex-ginasta britânica. Ela já participou dos Jogos da Commonwealth e dos Jogos Olímpicos, já tendo sido membro das bandas Bikini Atoll - ativa de 1999 a 2006 -  e Joe Gideon & the Shark.
Ela nasceu em Londres e competiu na ginástica rítmica nos Jogos da Commonwealth de 1990, ficando em quarta na competição individual e ganhando medalhas de bronze das disciplinas de arco e fita. Seifert também participou dos Jogos Olímpicos de Verão de 1992, terminando na 29ª posição na competição de ginástica rítmica. Em 2015, ela estrelou como protagonista no jogo indie Her Story, que lhe rendeu o prêmio de melhor performance no The Game Awards, entre outros prêmios. 
Seifert juntou-se à banda Bikini Atoll de seu irmão Joe Gideon como tecladista depois de deixar a ginástica, gravando dois álbuns. Ela e seu irmão continuaram suas atividades músicas depois da banda ter se desfeito, tocando como dupla sob o nome de Joe Gideon & the Shark, em que Seifert também toca bateria.